# النظام الجامعي للتوثيق

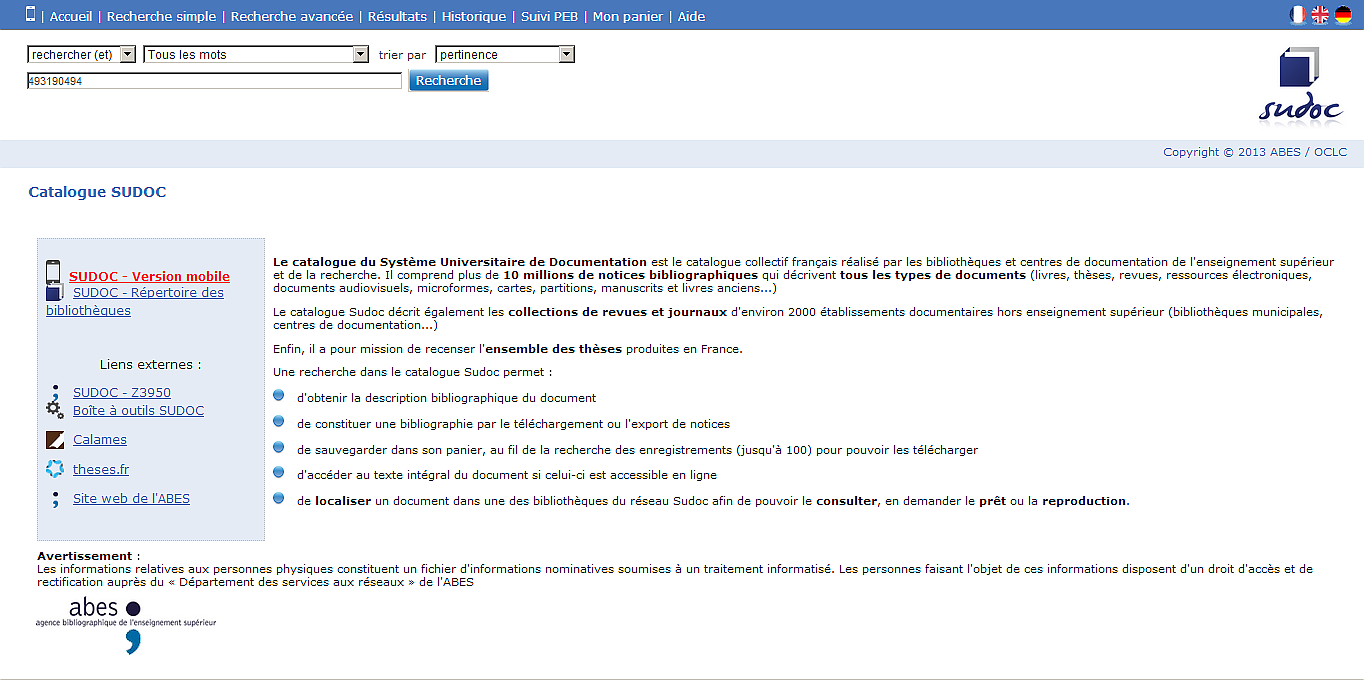
النظام الجامعي للتوثيق

النظام الجامعي للتوثيق المعروف بالرموز SUDOC  هو نظام الفهرسة الموحد للجامعات والكليات في فرنسا.

## المصدر
1. 1 2 3  "ملف استنادي دولي افتراضي" (بمتعدد اللغات). مركز المكتبة الرقمية على الإنترنت. Retrieved 2019-05-11.{{استشهاد ويب}}:  صيانة الاستشهاد: لغة غير مدعومة (link)
2. 1 2 3  وصلة مرجع: http://www.sudoc.abes.fr/. الوصول: 11 مايو 2019.
3. 1 2 3 4  وصلة مرجع: https://www.univ-paris13.fr/wp-content/uploads/2014/09/aide_sudoc.pdf. الوصول: 11 مايو 2019.
4. 1 2 3  مذكور في: وورلد كات. مُعرِّف مركز المكتبة الرقمية على الإنترنت (OCLC): 44558106. الوصول: 4 أغسطس 2021. لغة العمل أو لغة الاسم: متعدد اللغات.
5. 1 2 3 4 5 6  طبعات النظام الجامعي للتوثيق (SUDOC): 05201973X. الوصول: 4 أغسطس 2021.
6. 1 2  مذكور في: وورلد كات. مُعرِّف مركز المكتبة الرقمية على الإنترنت (OCLC): 46770821. الوصول: 4 أغسطس 2021. لغة العمل أو لغة الاسم: متعدد اللغات.
7. ↑   https://web.archive.org/web/20171214220856/http://www.webreview.dz/IMG/pdf/18_chalabi_rist.pdf. مؤرشف من الأصل (PDF) في 2017-12-14. {{استشهاد ويب}}: الوسيط |title= غير موجود أو فارغ (مساعدة)